# Mesochorus acutus
Mesochorus acutus là một loài tò vò trong họ Ichneumonidae.